# Marston’s
Marston’s ist ein britischer Betreiber von Pubs und ehemaliges Brauereiunternehmen. Das Unternehmen betrieb im Jahr 2015 rund 1.600 Pubs in Großbritannien.

## Geschichte
1890 schlossen sich drei Brauereien der britischen Midlands zusammen: Banks and Company (Park Brewery), Charles Colonel Smith’s (Fox Brewery) (beide Wolverhampton) und die George Thompsons and Sons (The Dudley and Victoria Breweries) (Dudley). Das Unternehmen firmierte als Wolverhampton & Dudley Breweries. Nach dem Zweiten Weltkrieg ging die Brauerei 1947 an die Londoner Börse. Im Jahr 1992 wurde die Camerons Brewery gekauft und 20 Jahre später an die Castle Eden Brewery weiterveräußert. 1999 erfolgte die Übernahme der Brauerei und Pubgruppe Marston, Thompson & Evershed in Burton-upon-Trent. Die Brauerei geht auf das Jahr 1834 zurück. Im gleichen Jahr wurde auch die Mansfield Brewery übernommen. 2001 wurde die Produktion in Mansfield geschlossen und nach Wolverhampton verlagert. Die heutige Firmierung erhielt die Brauerei 2007 als aus der Wolverhampton & Dudley Breweries die Marston's plc. wurde. Im selben Jahr wurde die Ringwood Brewery übernommen, 2008 die Wychwood Brewery in Witney. ERine weitere Übernahme erfolgte 2015, als Marston’s die Markenrechte der Biere Wainwright und Lancaster Bomber von der Thwaites Brewery (Blackburn) erwarb. Diese Biere wurden schon seit 2014 bei Marston’s gebraut. Im Jahr 2017 übernahm Marston’s die Eagle Brewery von Charles Wells für 55 Mio. Pfund. Die Brauerei befindet sich in Bedford.
Im Jahr 2020 vereinbarten Marston's und Carlsberg UK, das Brauereigeschäft von Marston’s in ein Gemeinschaftsunternehmen einzubringen. Carlsberg hielt fortan 60 % an dem neuen Unternehmen Carlsberg Marston’s Brewing Company (CMBC), Marston's 40 %. Nicht betroffen ist das Pub-Geschäft mit rund 1.400 Pubs. Dieses verbleibt vollständig bei Marston's. Im Juli 2024 übernahm Carlsberg den Anteil von Marston’s am gemeinschaftlichen Brauereiunternehmen für 244 Millionen Euro.

## Ehemals von Marston’s gehaltene Brauereien

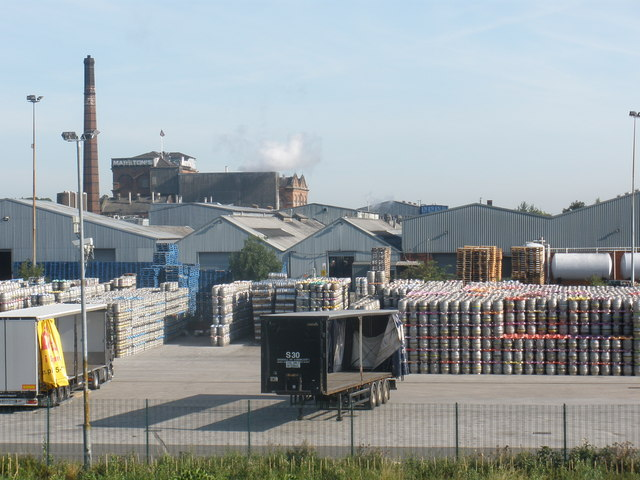
Marstons Brauerei in Burton-upon-Trent

Marston´s betrieb folgende sechs Brauereien:
- Eagle Brewery in Bedford
- Jennings Brewery in Cockermouth
- Marston’s Brewery in Burton-upon-Trent
- Park Brewery in Wolverhampton
- Ringwood Brewery in Ringwood
- Wychwood Brewery in Witney